# Grot van Massabielle

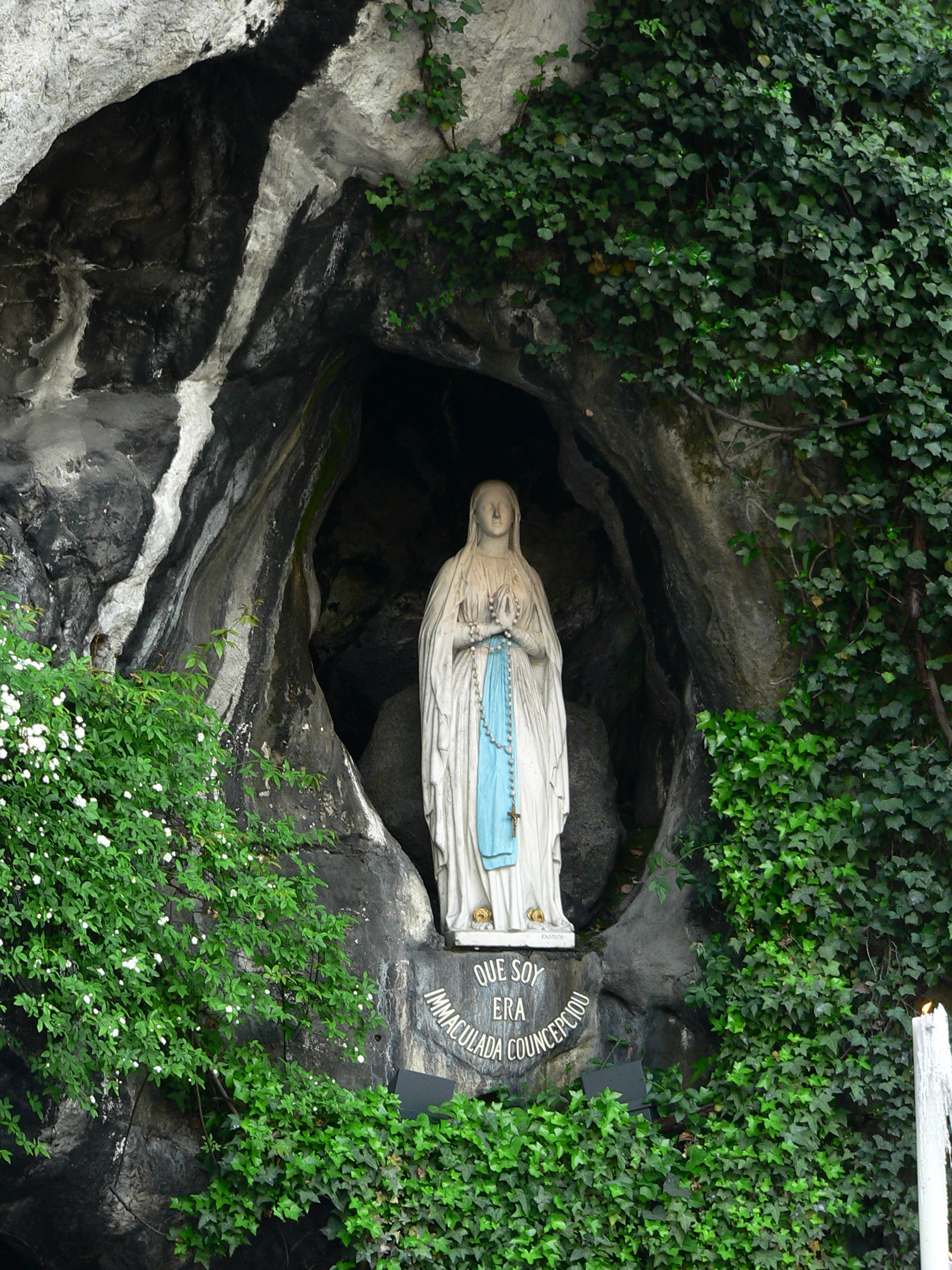
Mariabeeld close-up

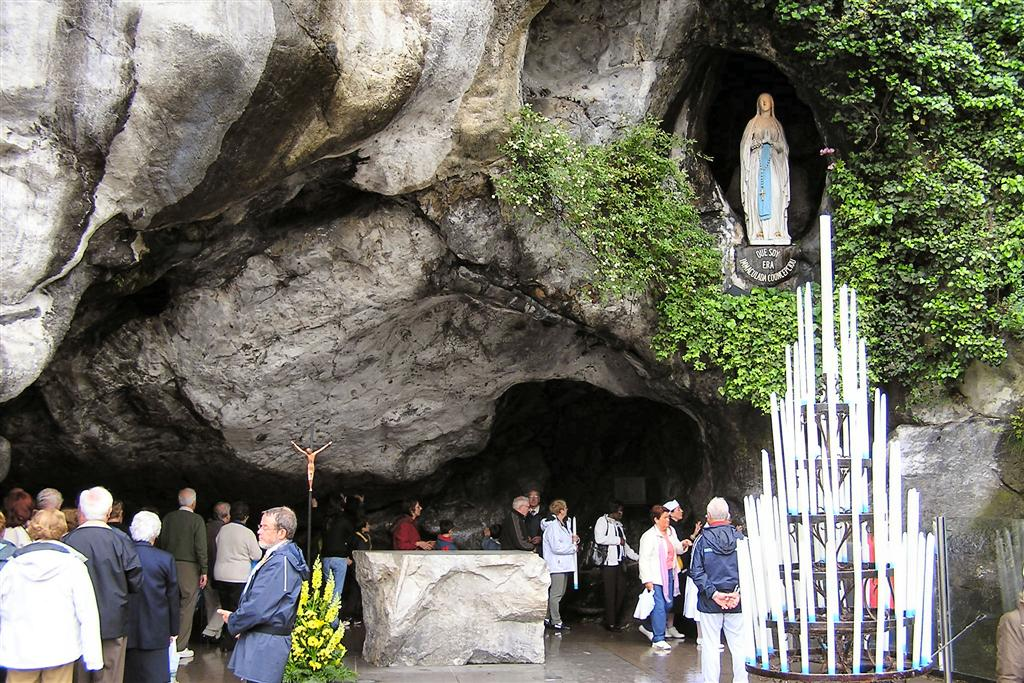
De Grot van Massabielle

De grot van Massabielle is het hart van het heiligdom van Onze-Lieve-Vrouw van Lourdes in de Franse plaats Lourdes, waar volgens de overlevering op 11 februari 1858 de Heilige Maagd Maria aan de heilige Bernadette Soubirous verscheen. De grot trekt circa zes miljoen pelgrims op jaarbasis.
Ze is uitgeschuurd uit een circa 27 meter hoge rots, Massabielle vieille roche genoemd, of bij haar oorspronkelijke naam La Tute aux cochons, naar de varkens die er sinds mensenheugenis werden gehoed. De grot is ongeveer 9,5 m diep, 9,8 m breed en 3,8 m hoog en bestaat uit drie ongelijke holtes.
Eigenlijk gaat het om een complex van 7 of 8 zijrivieren (ondergrondse delta) van het water afkomstig van de syncline van Batsurguère-Prat d'Aureilh dat mede de Gave voedt. 
In een circa twee meter hoge nis rechts boven de ingang, waar op 4 april 1864 een levensgroot Mariabeeld van beeldhouwer Joseph Fabisch werd geplaatst, zouden zich tussen 11 februari en 16 juli 1858 in het totaal achttien Mariaverschijningen hebben voltrokken.
In de grootste holte is een altaar geplaatst en worden er eucharistievieringen georganiseerd. Twee gedenkplaten voor het altaar herinneren aan het bezoek van twee pausen: paus Johannes-Paulus II (op 15 augustus 1983 & 15 augustus 2004) en paus Benedictus XVI (van 12 tot 15 september 2008). Links van het altaar ziet men een bron ontspringen, die Bernadette op aanwijzen van Maria zou hebben blootgelegd op 25 februari 1858 en waarvan het water wordt afgeleid naar kraantjes, baden en de Weg van het Water. 
Om ruimte te maken voor de groeiende stroom pelgrims (ten tijde van de verschijningen verzamelden zich al tot tienduizend bezoekers tegelijk rond de grot) werd in de 19e eeuw de bedding van de Gave twee keer verlegd en werd het beekje van Merlasse afgeleid. 
Veel bezoekers trachten in de grot te bidden, de gewelven van de grot boven de bron aan te raken en Lourdeswater als souvenir mee te nemen.